# Komáromi Jókai Színház

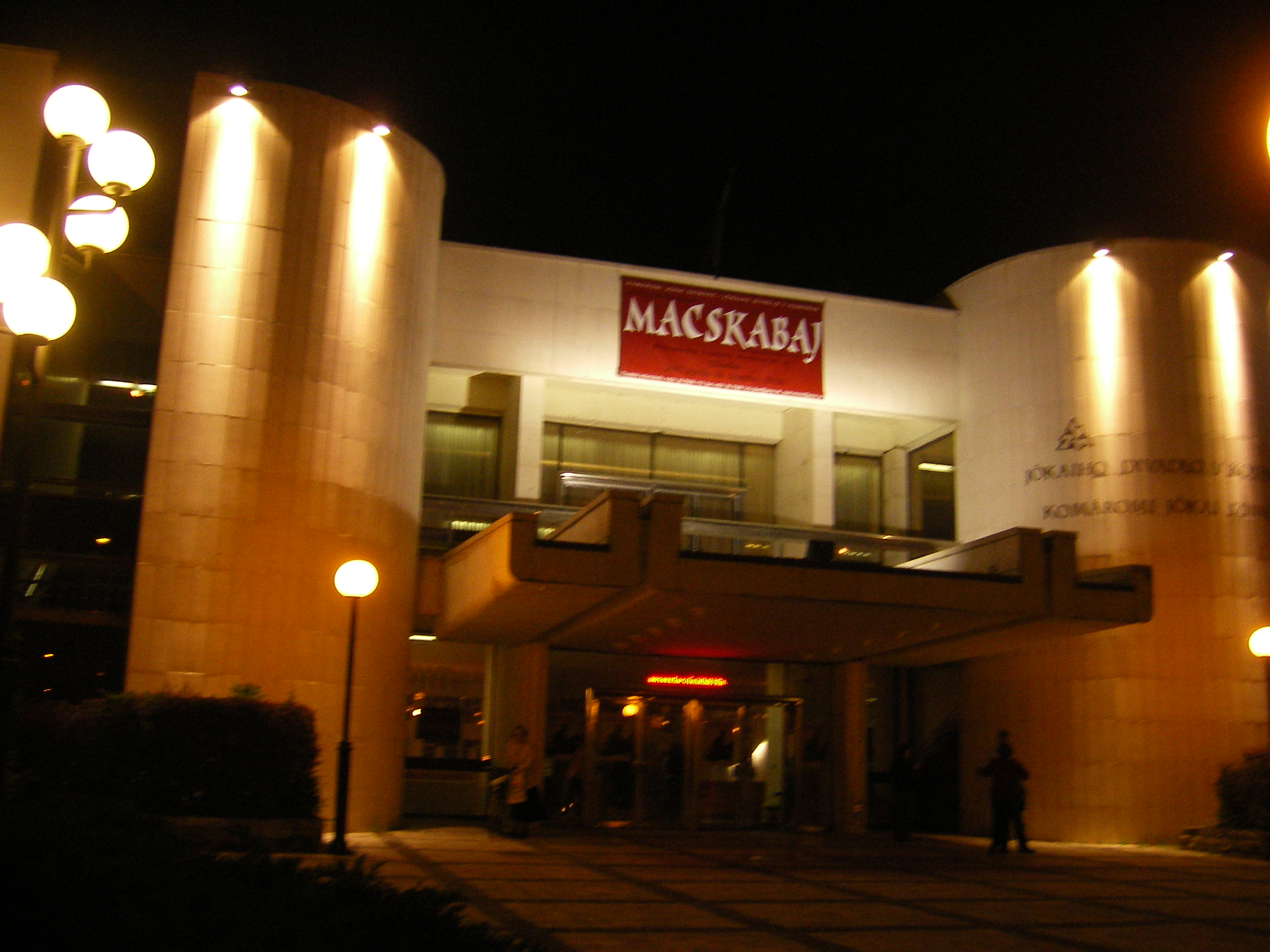
A színház homlokzata esti kivilágításban

A Komáromi Jókai Színház a kassai Thália-színház mellett a Szlovákiában működő két magyar nyelvű színház egyike. Az 1952-ben alakult Magyar Területi Színház (Matesz) utódjaként fontos szerepet tölt be a szlovákiai magyarság közművelődésében. 1990. június 1-jén vette fel jelenlegi nevét. Fenntartója a Nyitrai kerület (Nyitra megye) önkormányzata.

## Története
A Magyar Területi Színház 1952. október 1-jén alakult meg központi pártutasításra.  Fellegi István, a Csemadok Központi Bizottságának akkori titkára, megbízást kapott a színházalapítással és -szervezéssel kapcsolatos teendők végrehajtására. Első, ünnepélyes bemutatóját a Katolikus Legényegylet egykori (azóta lebontott) székházában 1953. január 30-án tartotta Urbán Ernő Tűzkeresztség című darabjának bemutatásával. Fellegi István tizenhat tagú társulatából tizenegyen – Bottka Zsuzsa, Bugár Béla, Fekete Gyula, Ferenczy Anna, Gábor (Grébner) Gyula, Gyurkovics Mihály, H. Budai Mária, Husvár Ferenc, Kiss Lajos, Lelkes Magda és Turner Zsigmond – a pozsonyi Faluszínház magyar tagozatától jöttek, s hozzájuk csatlakozott még a kiváló műkedvelő színjátszó-rendező, Király Dezső, valamint Udvardy Anna, Lőrincz Margit, Konrád József és Siposs Jenő. Az induló társulat tagjainak csupán az egyharmada rendelkezett még 1945 előtt szerzett hivatásos színészi gyakorlattal, illetve végzett valamilyen színiiskolát, továbbá gondoskodni kellett rendezőről, tervezőművészekről, műszaki és színpadi segédszemélyzetről, hivatali apparátusról, közönségszervezésről, a díszletek, jelmezek, kellékek gyártásához műhelyeket kellett létrehozni stb. Nagy segítséget kapott a színház mindehhez a szlovák szakmától, pl. Pozsonyban készültek a jelmezek és a díszlet is. A Magyar Területi Színház megalakulása jóval többet jelentett egy új színház létrejötténél, mert itt egy egész, nem sokkal korábban még a legelemibb állampolgári és közösségi, kulturális jogaitól is megfosztott nemzeti kisebbség egyetlen hivatásos színházának a születéséről volt szó. A Magyar Területi Színház ekkor Szlovákia legkiterjedtebb tájolási körzetével bíró játékszíni intézménye volt. A színház két (komáromi és kassai) társulata évenkénti előadásai kétharmadát tartotta székhelyén kívül, felölelve ezzel egész Dél-Szlovákiát, közel száz játékhelyen. Ez estéről estére változó összetételű és igényű közönséget, változó játéktéri viszonyokat, különböző felszereltségű színháztermeket jelentett.
Az indulás éveiben a teátrum egyfajta népnevelő színházként és a sztanyiszlavszkiji színházesztétika jegyében indult. A népnevelő törekvések lényegében az 1989-es fordulatig meghatározták a színház műsorpolitikáját. A műkedvelőből hivatásos színésszé, majd rendezővé lett, s már kezdettől fogva színházpolitikai és -esztétikai kérdésekről cikkező Konrád József személyét szinte lehetetlen elválasztani a Magyar Területi Színház első három évtizedétől. Az alapokat azonban – színészpedagógiai, valamint játékstílusbeli tekintetben egyaránt – egy szlovák rendező és énekesszínész, Munk István rakta le. A műkedvelés elemi gondjaival küszködő komáromi színészek körében a magyar színházi világ egyik élvonalbeli alkotója, Lendvay Ferenc végzett szintén felbecsülhetetlen értékű színészpedagógiai munkát. Ebben a kezdeti időszakban a színház nagy, ám egyelőre csak félmegoldásokat jelentő, néhány félsikert és annál több kudarcot hozó erőfeszítéseket tett a szakemberhiány leküzdésére, a színészképzés kérdésének megoldására.
Az 1960-as évek elejére egyre érzékelhetőbb, és a kritika által is kárhoztatott elszigeteltségéből a színház kilábalt, s egy minden szempontból érzékelhető nemzedékváltás vette kezdetét. Ekkor kerültek a színházhoz az első főiskolát végzettek: Beke Sándor, Dráfi Mátyás, Vavreczky (Galán) Géza, Thirring Viola, Németh Ica.
Az 1969-es esztendő előrehaladtával visszafordíthatatlan fordulatot vettek a Magyar Területi Színház kettéválását is magukkal hozó kelet-szlovákiai társulatalapítási előkészületek. Ekkorra már világossá vált, hogy Komáromból Beke Sándor, Csendes László, Gombos (Lengyel) Ilona, Gyurkovics Mihály, Lengyel Ferenc, Szabó Rózsi és Várady Béla szánta el magát a költözködésre. Mindent összevetve, a Magyar Területi Színház – önálló színháznak induló, s a legelső időszakban akként is működő – kassai Thália Színpadának 1969-es megalakulásával két hivatásos magyar színtársulat kezdett működni Csehszlovákiában (Kassa pedig a háborús éveket követően, negyedszáz év elmúltával kapott újra magyar társulatot).
A színház előadásainak jelentős része a mai napig kiutazás, repertoárja a zenés operettől a klasszikus komédián és színműn keresztül a kísérleti előadásokig terjed, ám a darabok a nézőhiány következtében sokszor 10 előadás után lekerülnek a műsorról. 
A színház rendszeres résztvevője és többszörős díjazottja a Magyar Színházak Kisvárdai Fesztiváljának.

## Igazgatói
- 1952–1962: Fellegi István
- 1963–1969: Krivošík István
- 1969–1971: Dráfi Mátyás
- 1971–1979: Krivošík István
- 1977–1979: Konrád József
- 1979–1989: Takáts Emőd
- 1989–1994: Beke Sándor
- 1994–1996: Holocsy István
- 1996–1997: Mokos Attila
- 1997–1998: Németh Ica
- 1998–1999: Takáts Emőd
- 1999–2003: Kiss Péntek József
- 2003–2020: Tóth Tibor
- 2020–        : Gál Tamás[3]

## A színház épülete

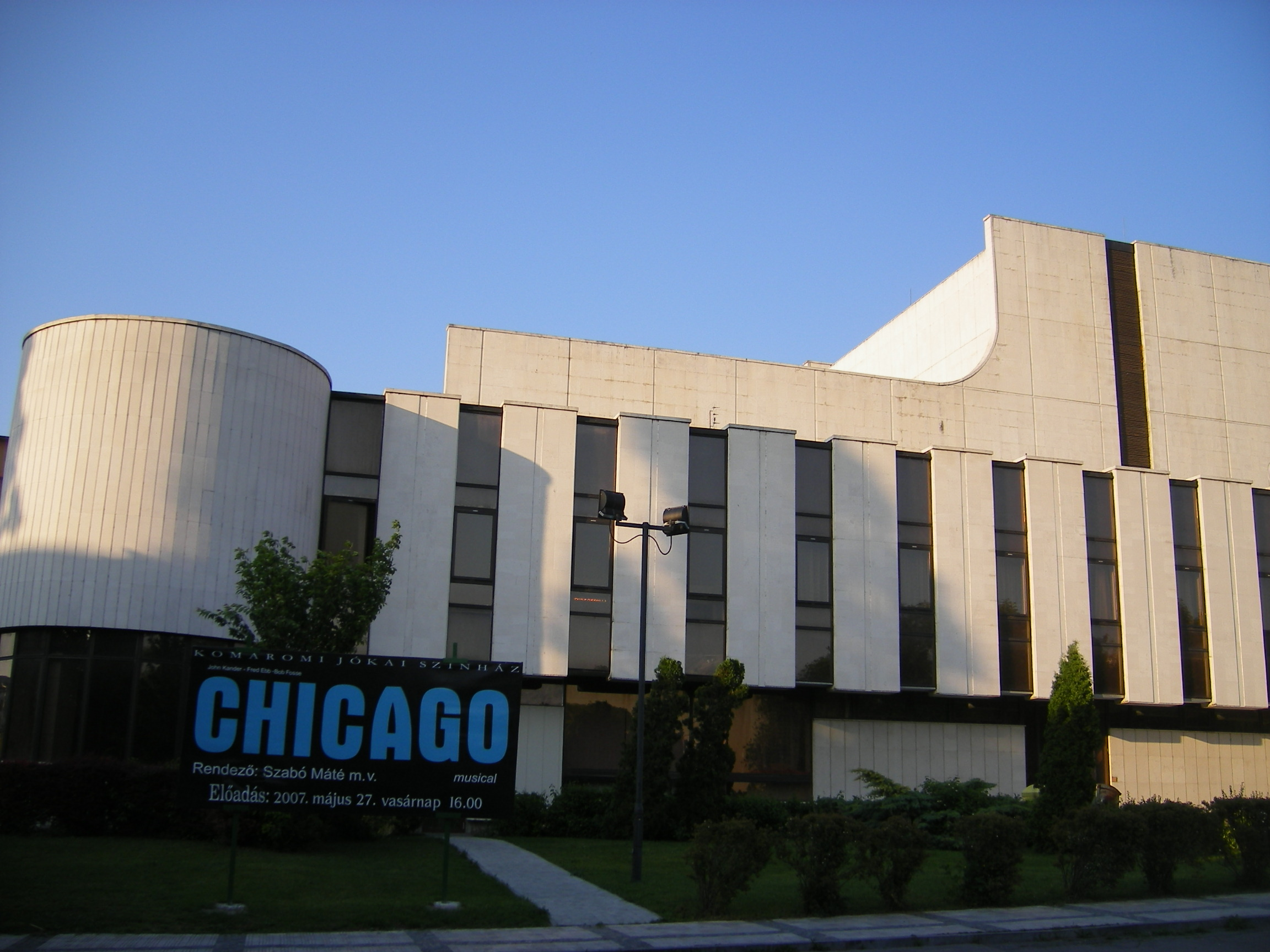
A színház déli oldala

A színház modern épülete (eredetileg a Városi Művelődési Központ székházának épült) a komáromi Megyercsi út és Petőfi utca sarkán áll, a Kikötői városrész északi szélén. Több mint egy évtizeden át építették, 1987-ben adták át rendeltetésének. Az előcsarnokot díszítő plasztikát Bártfay Tibor szobrász, az emeleti plasztikákat Tibor Kavecký szobrász, a falikárpitot pedig Mester Péter festőművész készítette. 
Az épületbe 1989 végén költözött a színház, 1990-ben pedig felvette jelenlegi nevét. 1996-ban a Mečiar-kormányzat megszüntette jogalanyiságát, melyet csak 1999-ben szerzett vissza. 2002-ben átadták új kamaratermét, amelyet 2020 szeptemberében a fiatalon elhunyt szlovákiai magyar színész után Benkő Géza Stúdiószínpad névre kereszteltek.

## Társulat (2023/2024)
- Igazgató: Gál Tamás
- Művészeti vezető: Varga Emese

### Színészek
- Bernáth Tamás
- Béhr Márton
- Fabó Tibor
- Holocsy Katalin
- Holocsy Krisztina
- Hostomsky Fanni
- Kiss Szilvia
- Matusek Attila
- Mokos Attila
- Molnár Xénia
- Olasz István
- Skronka Tibor
- Szabó Viktor
- Szebellai Dániel

Az utóbbi 15 évben a színházban rendszeresen vendégszerepelnek sikeres szlovákiai magyar és magyarországi vendégművészek, többek között Bandor Éva, Horányi László, Rancsó Dezső, Kerekes Vica, Bárdos Judit, Tóth Károly, továbbá lehetőséget kapnak főként a pozsonyi, de a magyarországi színművészeti egyetemek frissen végzett hallgatói is. A színház rendszeresen ad lehetőséget szlovák és magyar rendezőknek egyaránt, az idősebb, közép- és fiatal generáció szintén képviselteti magát (pl. Martin Huba, Hargitai Iván, Valló Péter, Michal Vajdička, Béres Attila, Rastislav Ballek, Rédli Károly, Nagy Péter István).